# Un verano sin ti
Albums de Bad Bunny
El último tour del mundo
(2020) Nadie sabe lo que va a pasar mañana
(2023)
Un verano sin ti est le quatrième album studio du chanteur et rappeur portoricain Bad Bunny sorti le 6 mai 2022.
C'est un succès critique et commercial, notamment aux États-Unis et dans plusieurs pays hispanophones.

## Succès commercial
Aux États-Unis, l'album se classe en tête du Billboard 200 pendant treize semaines non consécutives. C'est la deuxième fois que Bad Bunny est numéro un des ventes d'albums, après El último tour del mundo en 2020. Il devient ainsi le premier artiste à classer au sommet du Billboard 200 deux albums interprétés dans une autre langue que l'anglais. Un verano sin ti est également numéro un du classement annuel 2022, une première là aussi pour un album chanté en espagnol. Cette place de numéro un sur l'année doit beaucoup aux écoutes individuelles en streaming des 23 chansons de l'album qui ont généré 4 649 000 000 d'écoutes aux États-Unis. S'il est numéro un en terme d'équivalents ventes (3 400 000), en termes de ventes pures (CD et téléchargement), Un verano sin ti n'occupe que la 121e place avec 70 000 exemplaires écoulés en 2022.
En Espagne, l'album occupe la première place du palmarès hebdomadaire pendant 23 semaines en 2022, devenant septuple disque de platine pour 280 000 ventes, et termine en tête du classement annuel, tandis qu'au Mexique il reçoit la double certification diamant et platine pour 840 000 ventes.

## Distinctions
Récompensé par le prix du meilleur album de musique urbaine aux Latin Grammy Awards en 2022, Un verano sin ti est nommé lors de la 65e cérémonie des Grammy Awards en 2023 pour l'album de l'année, devenant le premier album entièrement chanté en espagnol en lice dans cette catégorie.

## Liste des titres
Toutes les chansons sont écrites et composées par Benito Martínez sauf indications.
| No  | Titre                                   | Auteur                                    | Durée |
| --- | --------------------------------------- | ----------------------------------------- | ----- |
| 1.  | Moscow Mule                             |                                           | 4:05  |
| 2.  | Después de la playa                     |                                           | 3:50  |
| 3.  | Me porto bonito (avec Chencho Corleone) | - Benito Martínez - Orlando Valle         | 2:58  |
| 4.  | Tití me preguntó                        |                                           | 4:03  |
| 5.  | Un ratito                               |                                           | 2:56  |
| 6.  | Yo no soy celoso                        |                                           | 3:50  |
| 7.  | Tarot (avec Jhay Cortez)                | - Martínez - Jesús Nieves                 | 3:57  |
| 8.  | Neverita                                |                                           | 2:53  |
| 9.  | La corriente (avec Tony Dize)           |                                           | 3:18  |
| 10. | Efecto                                  |                                           | 3:33  |
| 11. | Party (avec Rauw Alejandro)             | - Martínez - Raúl Ocasio                  | 3:47  |
| 12. | Aguacero                                |                                           | 3:30  |
| 13. | Enséñame a bailar                       |                                           | 2:56  |
| 14. | Ojitos lindos (avec Bomba Estéreo)      | - Martínez - Liliana Saumet - Simón Mejía | 4:18  |
| 15. | Dos mil 16                              |                                           | 3:28  |
| 16. | El apagón                               |                                           | 3:21  |
| 17. | Otro atardecer (avec the Marías)        | - Martínez - María Zardoya - Josh Conway  | 4:04  |
| 18. | Un coco                                 |                                           | 3:16  |
| 19. | Andrea (avec Buscabulla)                |                                           | 5:39  |
| 20. | Me fui de vacaciones                    |                                           | 3:00  |
| 21. | Un verano sin ti                        |                                           | 2:28  |
| 22. | Agosto                                  |                                           | 2:19  |
| 23. | Callaíta                                |                                           | 4:10  |

## Classements
| Classement (2022)                       | Meilleure place |
| --------------------------------------- | --------------- |
| Allemagne (Media Control AG)            | 35              |
| Autriche (Ö3 Austria Top 40)            | 21              |
| Belgique (Flandre Ultratop)             | 25              |
| Belgique (Wallonie Ultratop)            | 23              |
| Canada (Canadian Albums Chart)          | 4               |
| Danemark (Tracklisten)                  | 38              |
| Espagne (Promusicae)                    | 1               |
| États-Unis (Billboard 200)              | 1               |
| États-Unis (Billboard Top Latin Albums) | 1               |
| États-Unis (Independent Albums)         | 1               |
| France (SNEP)                           | 23              |
| Irlande (Irish Albums Chart)            | 26              |
| Italie (FIMI)                           | 4               |
| Norvège (VG-lista)                      | 14              |
| Pays-Bas (Mega Album Top 100)           | 5               |
| Royaume-Uni (UK Albums Chart)           | 62              |
| Suède (Sverigetopplistan)               | 58              |
| Suisse (Schweizer Hitparade)            | 3               |

| Classement (2024) | Meilleure place |
| ----------------- | --------------- |
| Portugal (AFP)    | 22              |

| Pays                                    | Position (2022) |
| --------------------------------------- | --------------- |
| Belgique (Ultratop Flandre)             | 119             |
| Belgique (Ultratop Wallonie)            | 97              |
| Canada (Canadian Albums Chart)          | 44              |
| Espagne (Promusicae)                    | 1               |
| États-Unis (Billboard 200)              | 1               |
| États-Unis (Billboard Top Latin Albums) | 1               |
| États-Unis (Independent Albums)         | 1               |
| France (SNEP)                           | 133             |
| Italie (FIMI)                           | 22              |
| Pays-Bas (Dutch Charts)                 | 49              |
| Suisse (Schweizer Hitparade)            | 14              |

## Certifications
| Pays                    | Certification    | Date       | Unités certifiées |
| ----------------------- | ---------------- | ---------- | ----------------- |
| Danemark (IFPI Danmark) | Or               | 12/11/2024 | 10 000            |
| Espagne (PROMUSICAE)    | 8 × Platine      | 2024       | 320 000           |
| France (SNEP)           | Platine          | 10/04/2025 | 100 000           |
| Italie (FIMI)           | 2 × Platine      | 2023       | 100 000           |
| Mexique (AMPROFON)      | Diamant+ Platine | 11/12/2022 | 840 000           |
| Royaume-Uni (BPI)       | Argent           | 25/10/2024 | 60 000            |